# Matthias Seybold

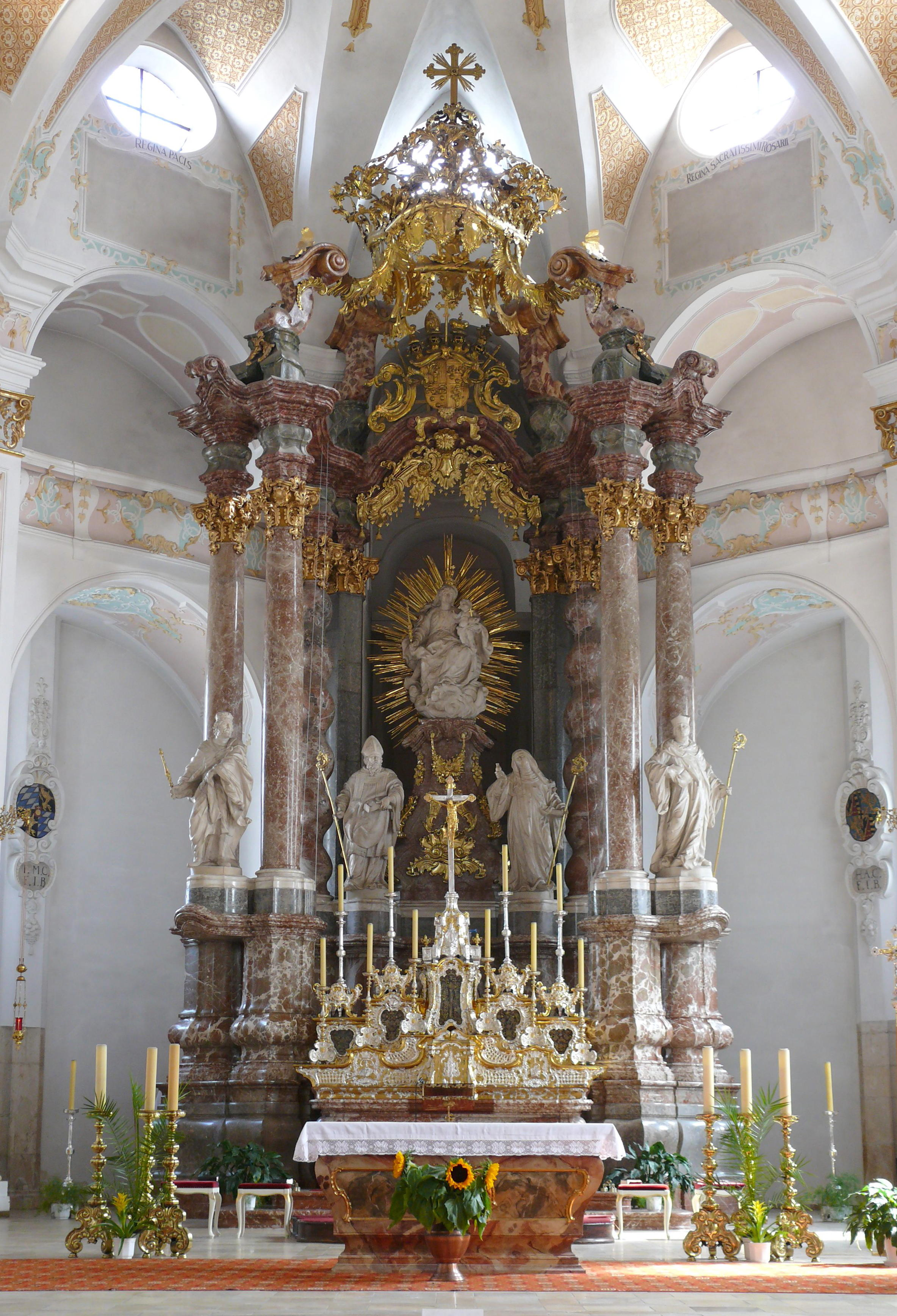
Hochaltar, 1749 geschaffen für den Dom zu Eichstätt

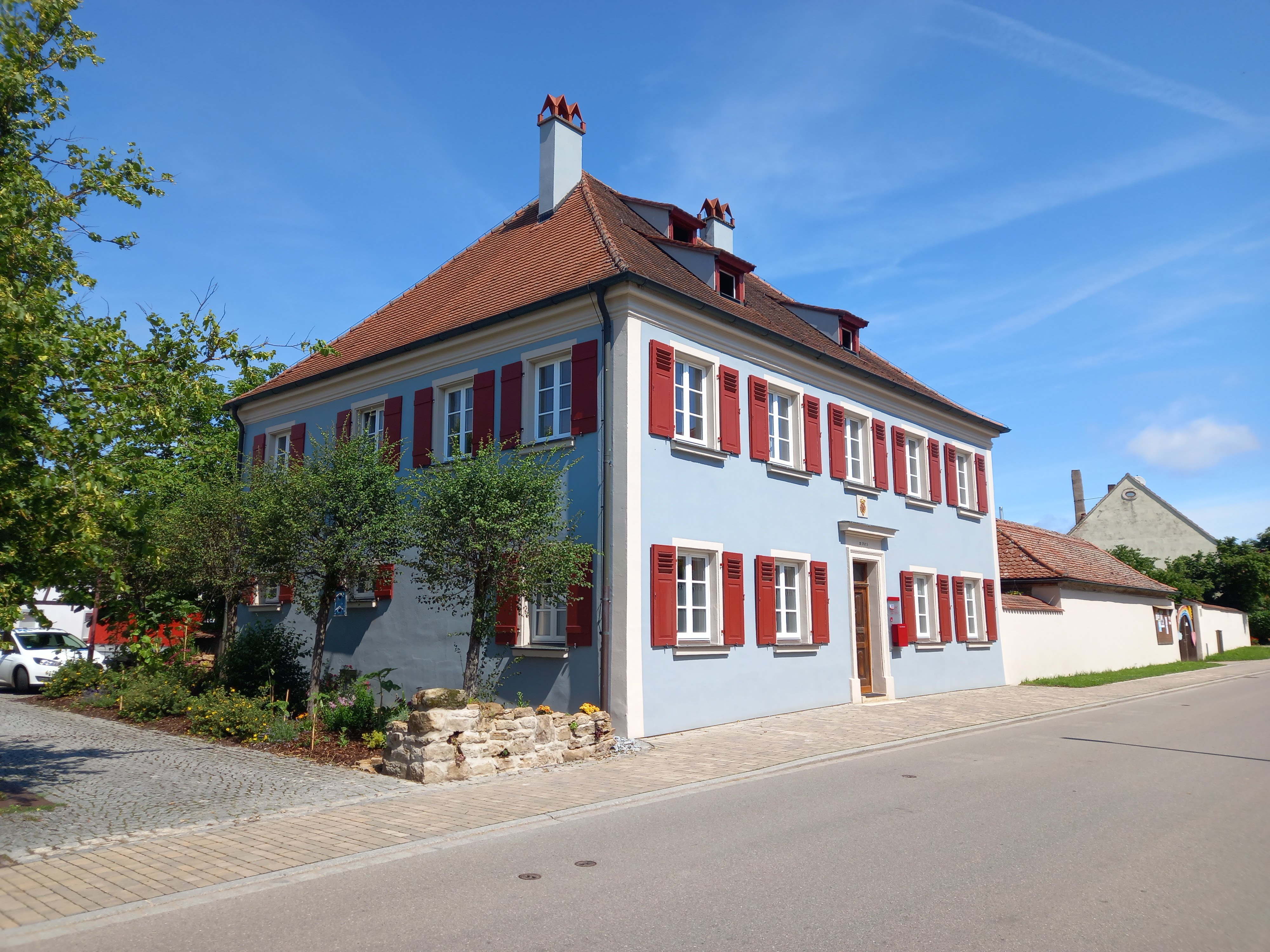
Der barocke Pfarrhof in Cronheim

Matthias Seybold (* 1696 in Wernfels; † 1765) war ein deutscher Architekt und fürstbischöflicher Baubeamter sowie Eichstätter Hofbildhauer.

## Person
Seybold war ab 1726 Eichstätter Hofbildhauer und ab 1747 fürstbischöflicher Bauinspektor des Bistums Eichstätt. Über sein Leben und Wirken ist recht wenig bekannt. Seybolds Meisterwerk war der von ihm 1749 aus Salzburger Marmor geschaffene barocke Baldachin-Hochaltar des Eichstätter Doms. Dieser wurde dort 1891 abgebaut und in die Deggendorfer Pfarrkirche Mariä Himmelfahrt transloziert, wo er noch heute steht. Der Altar stellt in Komposition und Durchführung eine bedeutende Arbeit dar.
Auch als Architekt war Seybold aktiv, wie der Bau des Pfarrhofs in Cronheim belegt. 1748 gelang es Seybold, den Eichstätter Bischof Johann Anton II. von Freyberg von seinen Plänen für den Wiederaufbau des 1632 in Brand gesteckten und seither in Trümmer liegenden Herrenhauses des mittelalterlichen Allodiums zu überzeugen. Die verworrenen Eigentumsverhältnisse dieses Gebäudes und die wechselnde Konfession im Ort verhinderten über Jahrhunderte umfangreiche Instandhaltungs- und nach 1632 Wiederaufbauarbeiten am ehemaligen Herrenhaus. In genialer Weise gelang Seybold der Umbau des mittelalterlichen Gebäudes in den damals zeitgenössischen Stil des Spätbarocks unter Einbeziehung großer Teile der Grundmauern des Vorgängergebäudes. Bereits 1749 war der Bau fertig gestellt und eingeweiht. Auf auswendige Tür- und Fensterbekrönungen wurde beim Bau des Pfarrhauses gänzlich verzichtet. Grossen Wert hingegen legte er auf lichtdurchflutete Innenräume. Der zweigeschossige verputzte Walmdachbau besitzt fünf zu vier Fensterachsen und besticht durch seine Schlichtheit die für Pfarrhäuser aus der Zeit des Spätbarocks typisch ist. Seybold ist es zu verdanken, dass große Teile des mittelalterlichen Vorgängerbaus bis heute erhalten geblieben sind. Ihm zu Ehren wurden 2019 dessen Initialen sowie das Jahr des Umbaus 1749 im Türgewand des sanierten Pfarrhof angebracht.

## Werke
- 1732–1734 Barockisierung der Klosterkirche St. Johannes der Täufer im Kloster Rebdorf
- 1734: Kanzel des Klosters Rebdorf im Régencestil, 1806 in die Kirche Beatae Mariae Virginis Großlellenfeld transloziert (vermutet)
- 1745: Willibalds-Altar, Dom zu Eichstätt
- 1746: Erweiterung der katholischen Pfarrkirche St. Ägidius in Röckenhofen
- 1748: Kirchturm der Kirche Mariä-Heimsuchung-Kirche in Rauenzell (vermutet)
- 1749: Hochaltar im Dom zu Eichstätt (heute in der Pfarrkirche Mariä Himmelfahrt in Deggendorf)
- 1749: Barockisierung Pfarrhof Cronheim
- um 1765 Hochaltar der Kirche St. Mauritius (Bergheim, Oberbayern) (vermutet)
- Kanzel im Rokoko-Stil in der Stadtpfarrkirche Mariä Himmelfahrt Berching
- Wappengeschmücktes Epitaph für den 1745 verstorbenen Tittinger Pfleger Johann Baptist Marquard Freiherr von Ulm zu Erbach in der katholischen Kirche St. Michael in Titting (vermutet)
- Entwürfe und Figuren Hochaltar und vordere Seitenaltäre in der Schutzengelkirche in Eichstätt
- 1760: Hochaltar und Figuren in der katholischen Pfarrkirche Mariä Himmelfahrt in Kipfenberg

## Galerie

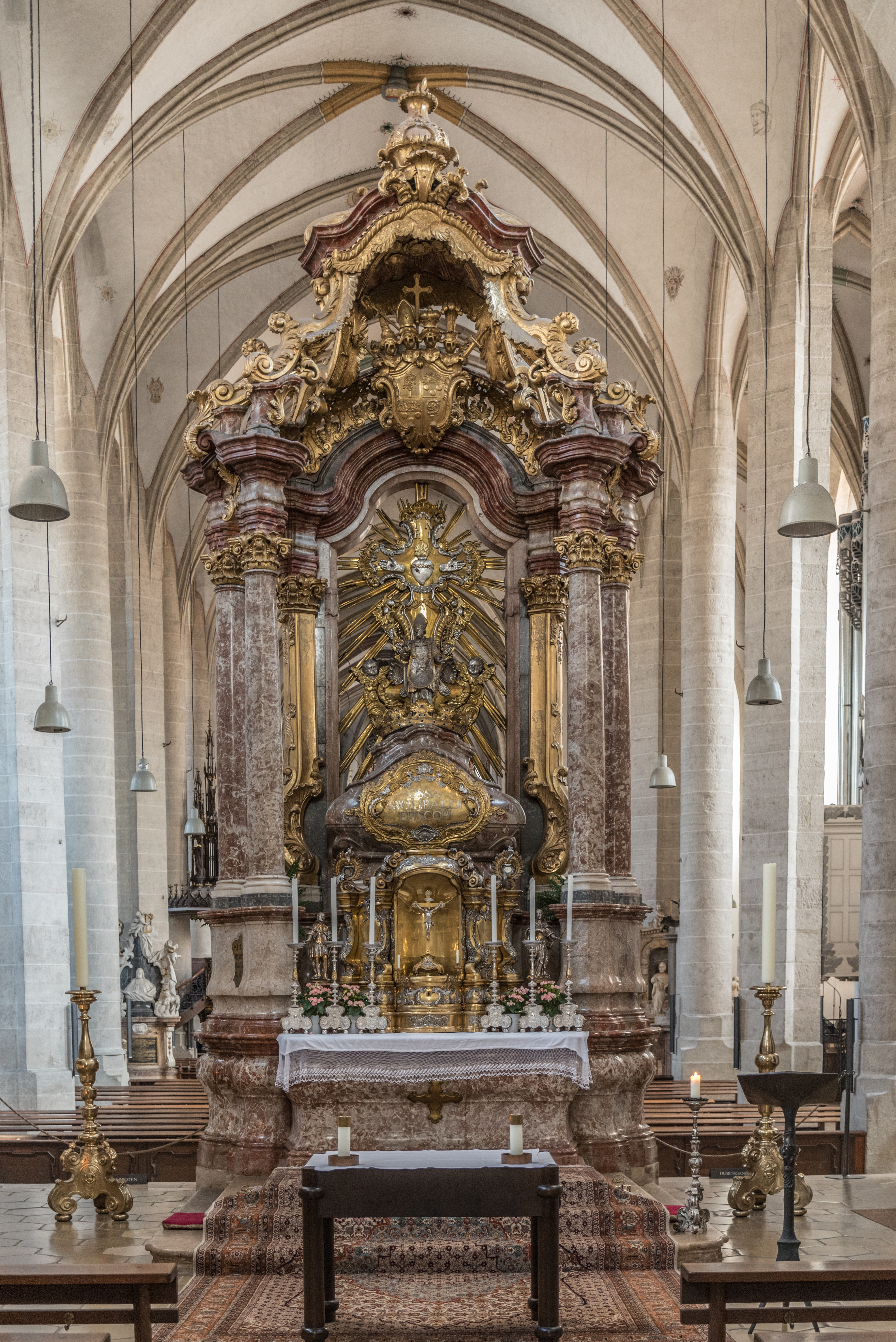
Willibaldsaltar Eichstätt
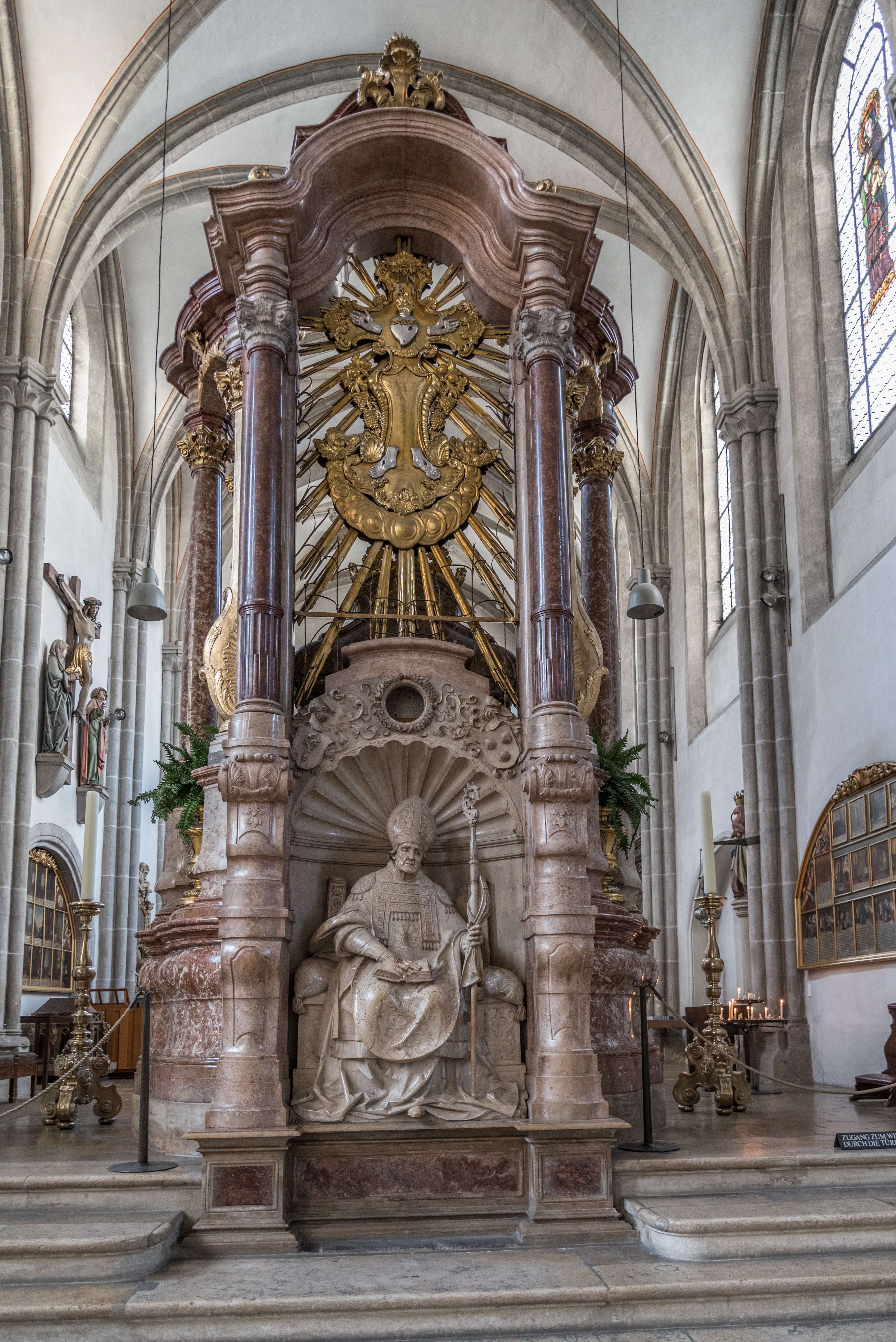
Grab des heiligen Willibald - Willibaldsaltar
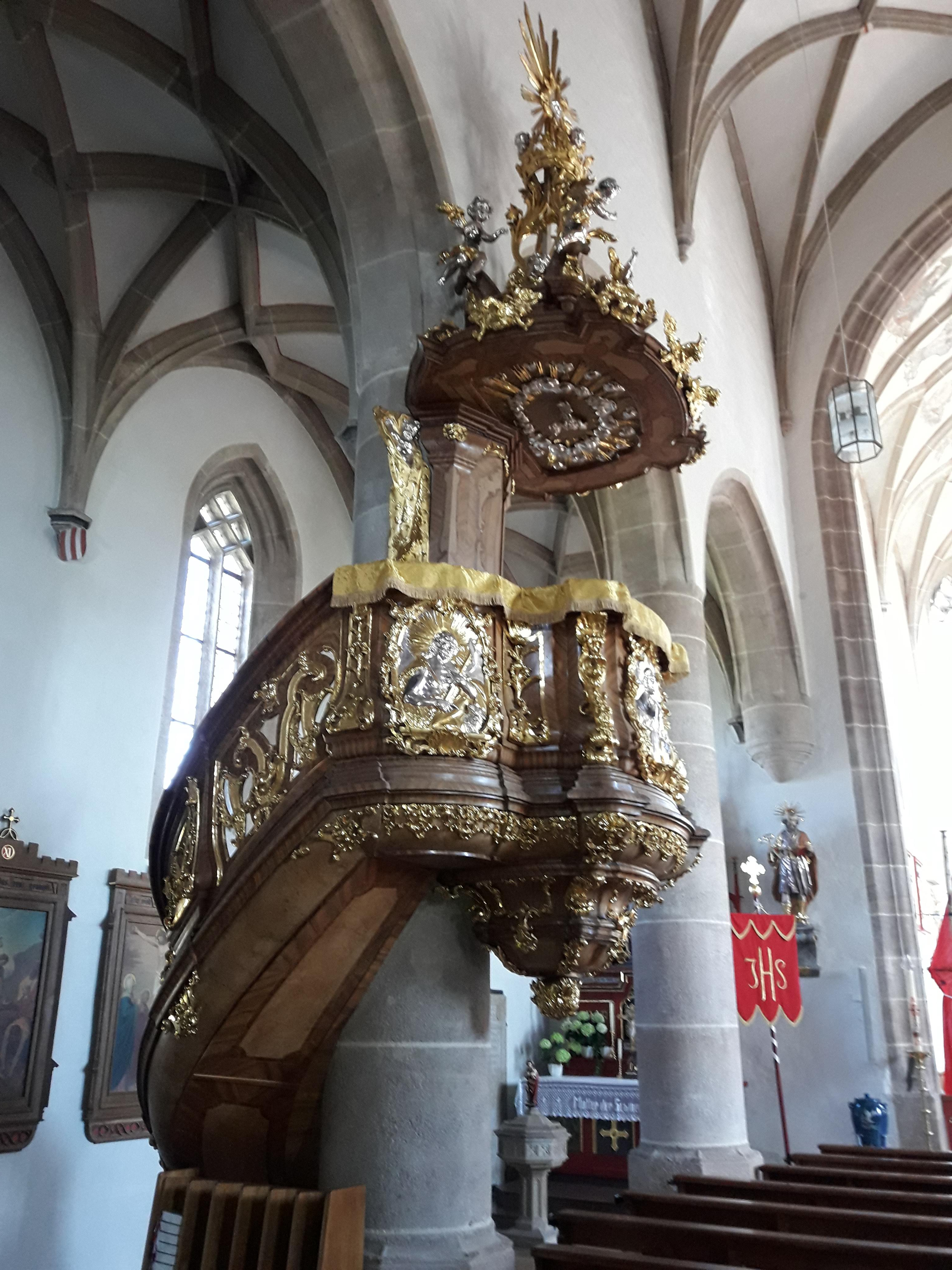
Kanzel des Klosters Rebdorf, heute in der Kirche von Großlellenfeld
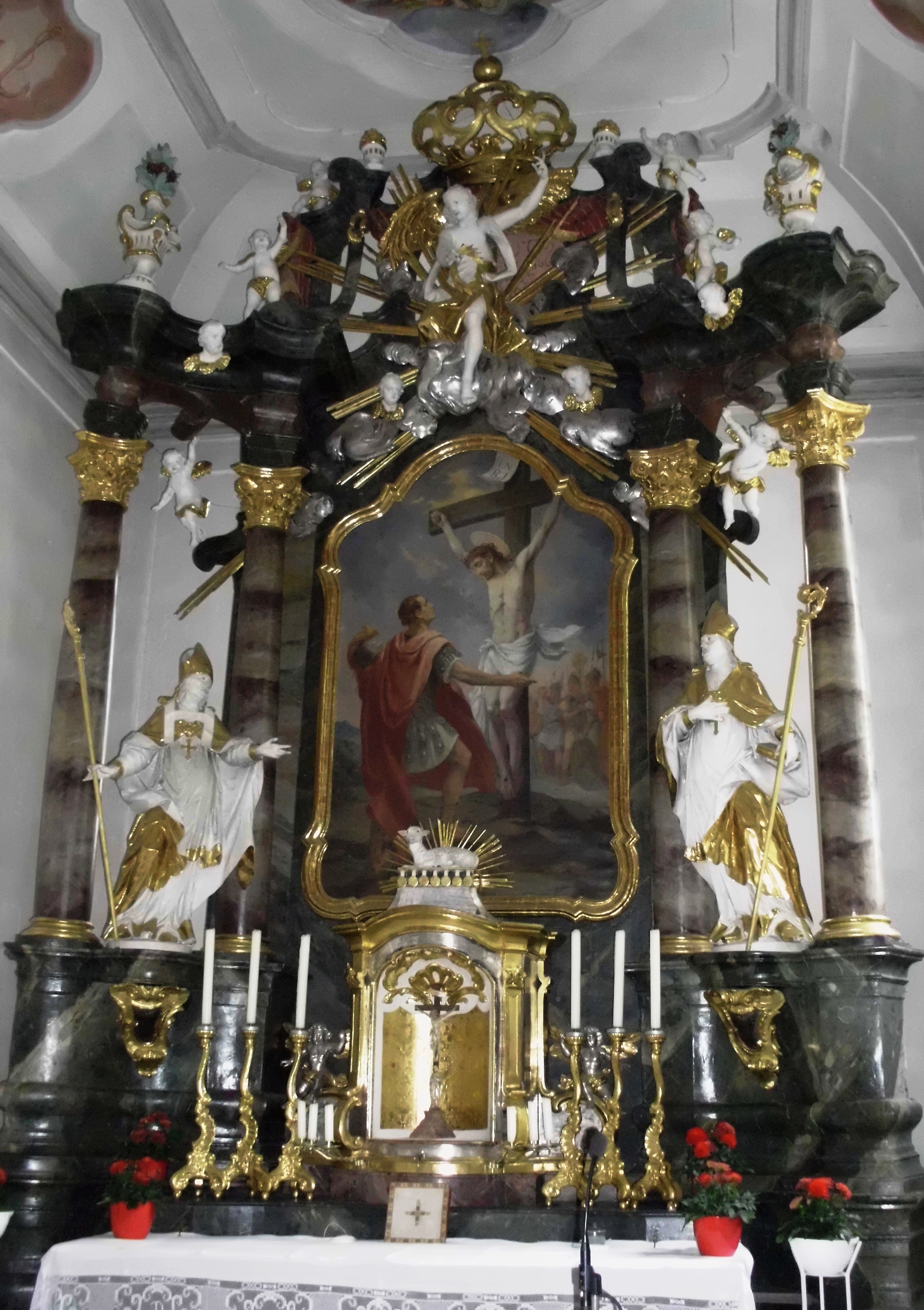
Hochaltar St. Mauritius (Bergheim, Oberbayern)
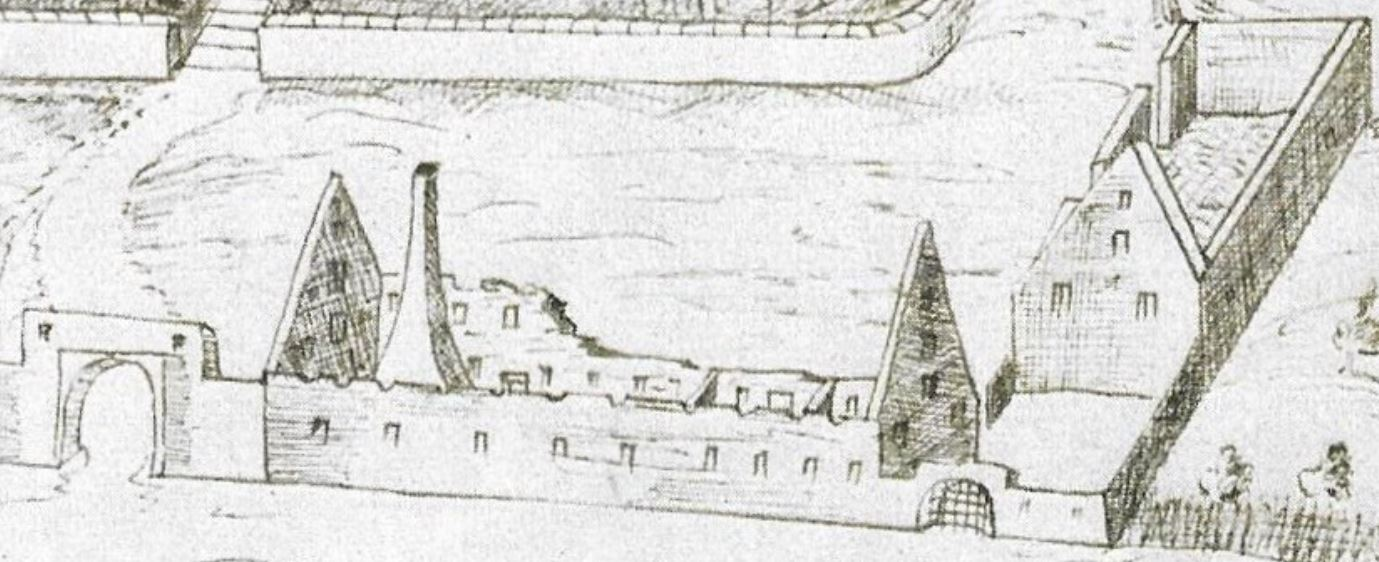
Pfarrhof Cronheim vor der Barockisierung
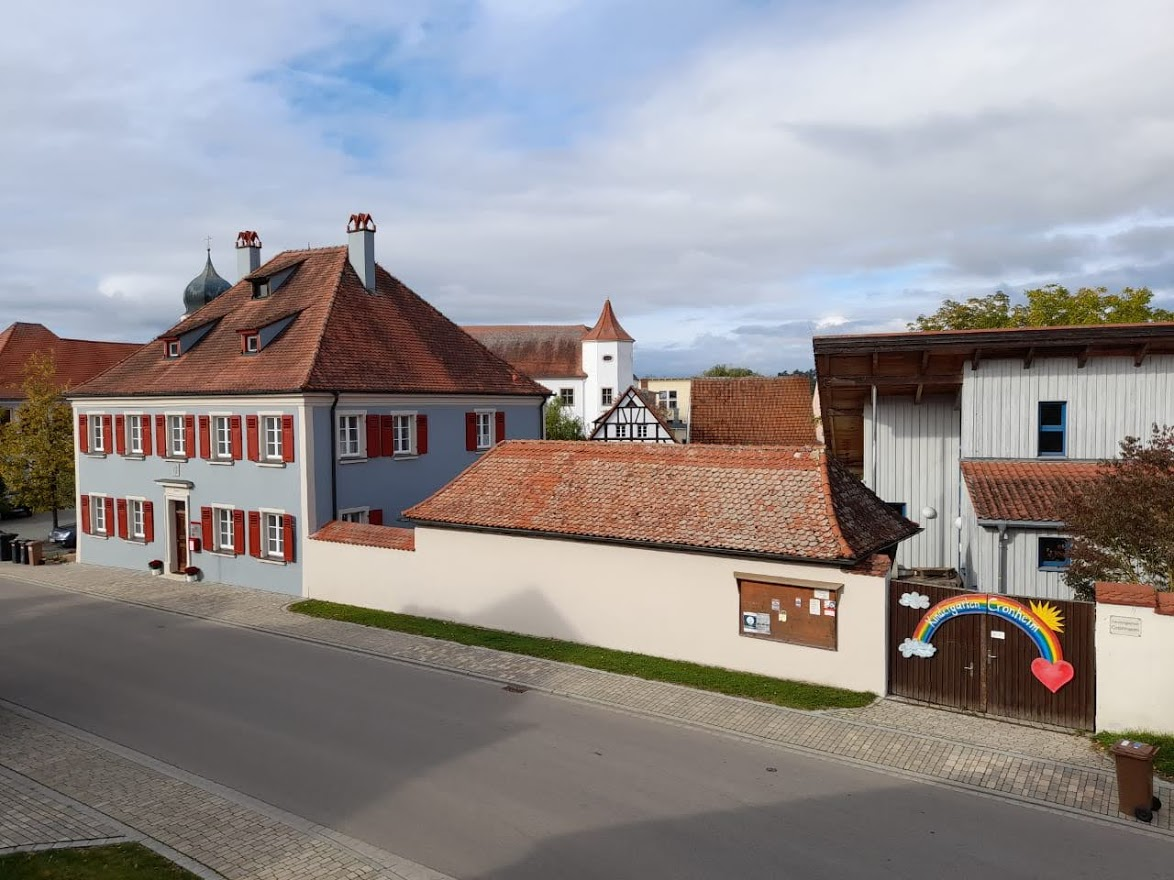
Pfarrhof Cronheim nach der Barockisierung durch Seybold
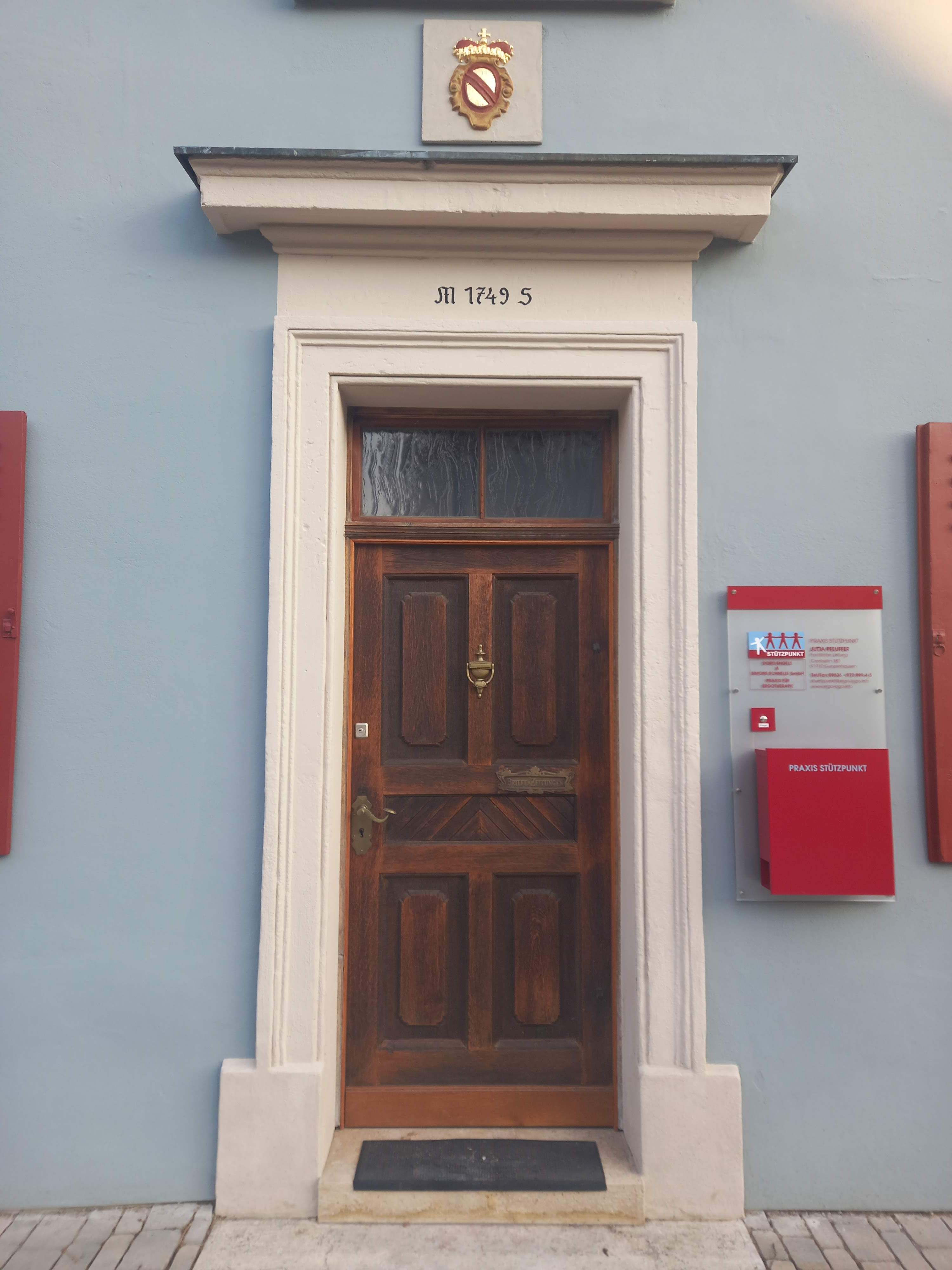
Türgewand Initialen Seybolds und dem Jahr der Einweihung